# Sobrecollida
| Alcañiz Barbastro Calatayúd Jaca Daroca Aínsa | Montalbán Ribagorza Tarazona Teruel Huesca Zaragoza |

Sobrecollidas del Reino de Aragón
Alcañiz
Barbastro
Calatayúd
Jaca
Daroca
Aínsa
Montalbán
Ribagorza
Tarazona
Teruel
Huesca
Zaragoza

Se denomina sobrecollida o sobrecullida a cada uno de los órganos administrativos del reino de Aragón encargados de la coordinación y supervisión de un número variable de collidas o aduanas existentes a lo largo del reino, instaurados para la recaudación de los dreytos de las Generalidades, al frente de los cuales se encontraba un sobrecollidor.
A mediados del siglo XIV, se establecieron 6 Sobrecollidas que tenían jurisdicción sobre 181 collidas y dos taulas independientes, la de Zaragoza y la de Escatrón.
Las seis sobrecollidas eran:
- Sobrecollida de Alcañiz
- Sobrecollida de Montalbán
- Sobrecollida de Teruel
- Sobrecollida de Tarazona-Calatayud
- Sobrecollida de Jaca
- Sobrecollida de Huesca

En el fogaje de 1495, sin embargo, se amplió el número de sobrecollidas a 11.
El total de fuegos recontados en el reino fue de 51 056, recogidos en sobrecollidas como sigue:
| Sobrecollida | Número de fuegos manifestados |
| ------------ | ----------------------------- |
| Zaragoza     | 9 069                         |
| Alcañiz      | 4 268                         |
| Montalbán    | 3 996                         |
| Teruel       | 2 720                         |
| Daroca       | 4 160                         |
| Calatayud    | 6 732                         |
| Tarazona     | 4 953                         |
| Huesca       | 3 765                         |
| Jaca         | 2 762                         |
| Aínsa        | 1 483                         |
| Barbastro    | 4 480                         |
| Ribagorza    | 2 662                         |

Tras los Decretos de Nueva Planta, fueron sustituidas por corregimientos.